# Reservoir
En física, un reservorio o reservoir hace referencia a un sistema termodinámico que cede energía en forma de calor, trabajo o bien proporciona partículas. Al ser tan grande el reservoir, se considera que su temperatura, volumen y potencial químico es constante. El sistema pequeño, al estar en contacto con el grande, adquiere la misma temperatura y potencial químico al producirse el equilibrio termodinámico. Es un concepto importante en el estudio de la colectividad canónica y macrocanónica.
- Datos: Q2844961